# Luciano Liggio
Luciano Leggio, meglio conosciuto come Luciano Liggio dall'errore di trascrizione di un brigadiere, detto Lucianeddu (Corleone, 6 gennaio 1925 – Nuoro, 15 novembre 1993), è stato un mafioso italiano, tra i più potenti boss di Cosa nostra e detto anche "La primula rossa di Corleone".
Leggio fu uno dei maggiori imputati al maxiprocesso di Palermo del 1986-1987.
Leggio e i Corleonesi furono coloro che aprirono una nuova era all'interno di Cosa nostra e della criminalità italiana: infatti, il brutale assassinio di Michele Navarra fu determinante nella loro ascesa, nel periodo di trasformazione, dalla vecchia mafia corleonese rurale, alla mafia moderna più cittadina e innovativa, con l'intento di espandersi su Palermo e successivamente sulle altre province della Sicilia.

## Biografia

### Primi anni
Nacque a Corleone da una famiglia contadina e, ancora giovanissimo, venne affiliato nella locale cosca mafiosa dallo zio paterno Luca Leggio, detto 'u ziu Luca. Agli inizi del mese di giugno del 1944 fu denunciato per la prima volta per porto d'armi abusivo; il 2 agosto fu arrestato, in flagranza di reato, per il furto di alcuni covoni di grano, da due guardie campestri, aiutate dalla guardia giurata Calogero Comajanni. Rimase dietro alle sbarre per due mesi perché a ottobre ottenne la libertà provvisoria. Venne condannato a un anno e quattro mesi di reclusione, ma la pena venne interamente condonata. Comajanni verrà poi ucciso il 28 marzo 1945. Sempre in questo periodo, Leggio, ribattezzato "Cocciu di focu" ovvero chicco di fuoco per la facilità con la quale si accendeva la sua furia, divenne campiere di Corrado Caruso, proprietario di una grossa azienda agricola, subentrando al precedente campiere Stanislao Punzo, ucciso il 29 aprile 1945. Il lavoro di campiere lo mise in contatto con una dozzina di altri suoi colleghi della zona intenzionati come lui ad arrotondare con attività fuorilegge; nella sua banda c'erano anche i giovani Salvatore Riina e Bernardo Provenzano. Leggio non era un battitore libero e per fare carriera si era messo al servizio di Michele Navarra che comandava a Corleone.
Il 18 marzo 1948 Leggio fu denunciato come autore dell'omicidio di Leoluca Piraino, avvenuto il 7 febbraio 1948, ma ne fu prosciolto il 21 giugno 1950. 
Nel 1948 Leggio venne accusato di essere l'esecutore dell'omicidio del sindacalista Placido Rizzotto scomparso il 10 marzo, eseguito su ordine del suo capo Michele Navarra, e, per queste ragioni, nel novembre 1948 fu proposto per l'assegnazione al confino, ma non si presentò all'udienza e quindi iniziò la sua lunga latitanza. In un'occasione il sindacalista aveva preso Leggio per il bavero della giacca e lo aveva appeso a una cancellata con delle punte acuminate; un'umiliazione che il boss non gli aveva mai perdonato. Navarra invece non aveva digerito l'affronto del sindacalista che gli aveva negato la nomina a socio onorario della sezione locale Combattenti e reduci della quale era segretario. Inoltre un mese prima della morte Rizzotto aveva dato manforte a un gruppo di ex partigiani aggrediti da una pattuglia di mafiosi. Un pastorello aveva visto alcuni uomini uccidere Rizzotto rimanendo sconvolto; sarebbe poi morto in ospedale dove era finito nelle mani di Navarra. Il 26 marzo il quotidiano "La Voce della Sicilia" diretto dal deputato comunista Girolamo Li Causi scrisse che Rizzotto fu caricato su una Fiat 1100, la stessa auto che possedeva Leggio. Gli indizi erano labili e secondo l'autorità di Pubblica Sicurezza non c'era nessun elemento per procedere contro Leggio. Tre settimane dopo la scomparsa di Rizzotto i Carabinieri di Corleone, guidati dal capitano Carlo Alberto dalla Chiesa, denunciarono Leggio (resosi irreperibile) e tre complici per sequestro di persona. Il 30 settembre il giudice istruttore prosciolse Leggio e gli altri. Poche ore dopo il proscioglimento, i Carabinieri fermarono due complici di Leggio che confessarono di aver partecipato al sequestro di Rizzotto che poi sarebbe stato ucciso da Leggio con tre colpi di pistola. Dopo nove mesi, il 13 dicembre, nel luogo indicato dai due furono ritrovati i resti di tre cadaveri tra cui quello di Rizzotto i cui resti furono riconosciuti dai famigliari. Tuttavia i due complici ritrattarono dicendo di non aver mai confessato nulla, di aver firmato i verbali ignorandone il contenuto e di essere stati sottoposti ad angherie durante gli interrogatori. Il PM chiese l'ergastolo per tutti e tre ma il 30 settembre 1952 la Corte di Assise di Palermo li assolse per insufficienza di prove revocando il mandato di cattura emesso per Leggio (la Corte di Appello, prima, e quella di Cassazione, nel settembre 1961, confermeranno il verdetto di 
primo grado) ma rimase latitante perché ricercato per altri reati, rendendosi anche responsabile dell'omicidio di Claudio Splendido, un sorvegliante di un cantiere stradale che verrà ucciso il 6 febbraio 1955 perché aveva visto Leggio e i suoi gregari riunirsi in prossimità del cantiere ed aveva denunciato il fatto alla polizia. L'inchiesta venne archiviata dopo pochi mesi perché i colpevoli non erano stati individuati. Undici anni più tardi Luciano Raia, un corleonese detenuto a Palermo, rivelò il movente dell'omicidio ma Leggio, rinviato a giudizio come mandante del delitto, verrà assolto con formula piena dalla Corte di Assise di Bari. Data la latitanza di Leggio, solo per Navarra era stato disposto l'invio al confino perché ritenuto socialmente pericoloso.
Riguardo alla morte del bandito Salvatore Giuliano, assassinato il 5 luglio 1950 in circostanze mai chiarite, nel 1992 il pentito Leonardo Messina, nel corso di un'audizione della Commissione parlamentare antimafia presieduta da Luciano Violante, sostenne che fu ucciso da Leggio il quale, secondo la Commissione, avrebbe così garantito «all’organizzazione mafiosa, di cui era diventato uno degli uomini di punta, la protezione e l'appoggio di quelle forze politiche che avevano l'assoluta necessità di eliminare il famoso capobanda». Già nel 1976 la relazione di minoranza dalla Commissione parlamentare antimafia presentata dal senatore Giorgio Pisanò prospettò la tesi che Leggio avesse ottenuto l'appoggio e la copertura dei pubblici poteri come contropartita per l'omicidio del bandito Giuliano.
Per un periodo piuttosto prolungato Leggio si è nascosto nell'Ospizio Marino di Palermo sotto falso nome. Tra il 1956 e il 1957 i Carabinieri proposero di nuovo il confino per Leggio perché ritenuto un soggetto socialmente pericoloso che viveva con il ricavato di attività illegali e indicato dall'opinione pubblica quale autore di numerosi delitti per i quali nessuno lo osava denunciare per paura di incorrere nella sua vendetta. Nel marzo del 1957 il Questore di Palermo volle muoversi inviando al boss una diffida intimandolo a vivere onestamente e ad osservare le leggi.
Negli anni cinquanta Leggio costituì una società di autotrasporti con una dozzina di autocarri rubati che intestò ad un parente, Giacomo Riina (che si stabilì a Palermo per stabilire contatti con le cosche locali), e partecipò ad una società armentizia costituita in contrada "Piano di Scala" di Corleone per l'allevamento di bovini ed ovini che, formalmente intestata al padre, serviva da copertura alla sua attività di furto e macellazione illegale di bestiame nel vicino bosco della Ficuzza. Tra i suoi soci nella società armentizia figuravano numerosi suoi parenti e membri della sua banda: Francesco e Leoluca Leggio, Angelo Di Carlo e Francesco Placido Leggio, padre dello stesso Luciano.
Nel 1957 Leggio fece da padrino di battesimo ad un figlio di Gaetano Badalamenti, vicecapo della cosca di Cinisi, con il quale creò un servizio di autotrasporti dei materiali di costruzione dell'aeroporto di Punta Raisi di Palermo. Inoltre avrebbe voluto accaparrarsi il trasporto dei materiali necessari alla costruzione di una diga sul fiume Belice, che avrebbe irrigato oltre centoseimila ettari di terra tra le province di Palermo, Trapani e Agrigento, su progetto elaborato dal consorzio per la bonifica dell'Alto e Medio Belice presieduto da Francesco Saverio Starrabba, principe di Giardinelli. Ma la cosca dei Greco di Ciaculli-Croceverde, che si occupava delle forniture di acqua agli agrumeti della Conca d'Oro e ne stabiliva il prezzo, intervenne presso Michele Navarra perché contraria alla diga e gli chiese di adoperarsi per bloccarne la costruzione. Per la costruzione della diga, Leggio entrò in contrasto con Navarra e con la sua banda, in particolare con il mafioso Angelo Vintaloro, proprietario di un terreno confinante con un fondo di proprietà della società armentizia con il quale aveva in comune una masseria, il quale era contrario alla diga perché le acque avrebbero invaso il suo terreno; per queste ragioni, Leggio e la sua banda compirono atti di vandalismo contro la proprietà di Vintaloro, rubando i suoi covoni di grano e distruggendo le botti della sua cantina. In occasione delle elezioni politiche del 1958, dove Navarra supportò la DC, Leggio appoggiò i Liberali, in particolare la candidatura del Principe di Giardinelli al Senato.
Navarra aveva capito che Leggio da fedele esecutore si era trasformato in un insidioso rivale in affari. 
A causa di questi contrasti, il 24 giugno 1958 Leggio fu vittima di un attentato mentre si trovava insieme ad altre persone nel baglio situato nell'azienda di allevamento. Furono sparati molti colpi ma la mira si rivelò imprecisa e Leggio riportò soltanto una leggera ferita di striscio ad una mano mentre gli altri rimasero incolumi.

### L'assassinio di Navarra e la presa del potere

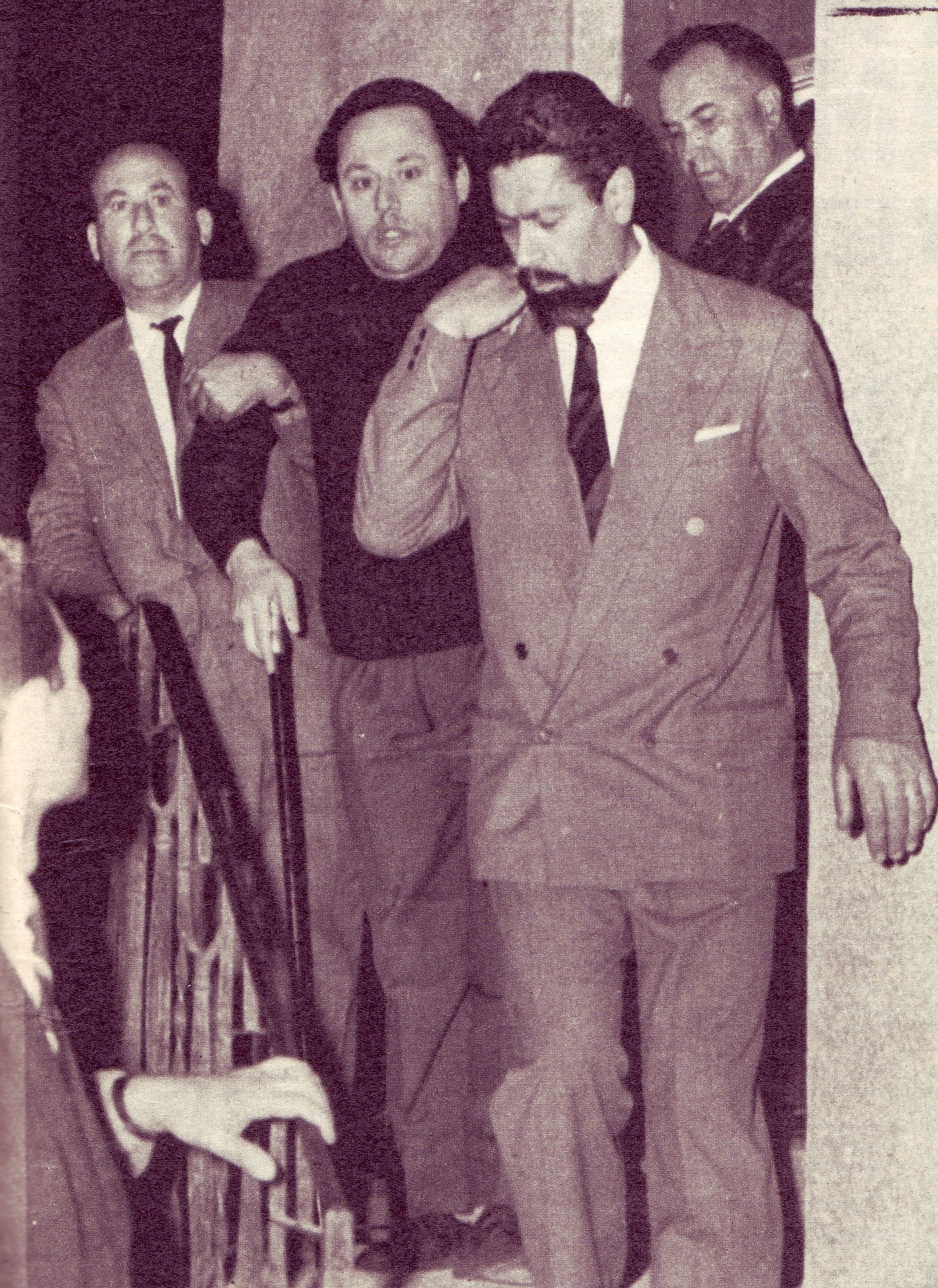
Il primo arresto di Luciano Leggio nel maggio 1964 (in primo piano, a destra, il commissario Angelo Mangano)

In seguito all'attentato da lui subito, Leggio decise la soppressione di Navarra, che venne massacrato il 2 agosto mentre rientrava a casa in automobile. 
Lungo la strada in cui si era consumato l'agguato vennero rinvenuti i vetri di un catarifrangente di una Alfa 1900 Super appartenente a Giuseppe Leggio, parente e fedelissimo di Luciano, che invano tentò di fornire dei falsi alibi. Leggio verrà rinviato a giudizio ma durante il processo i frammenti di vetro furono misteriosamente sostituiti con frammenti di un'altra auto e così il processo si chiuderà il 23 ottobre 1962 con l'assoluzione per i due Leggio per insufficienza di prove (verranno condannati a 5 anni di carcere solo per associazione a delinquere). In Appello il verdetto verrà ribaltato e il 23 dicembre 1970 Leggio verrà condannato all'ergastolo.
Dopo l'uccisione di Navarra, Leggio e la sua banda scatenarono l'offensiva contro i suoi luogotenenti: il 6 settembre 1958 vennero uccisi in un conflitto a fuoco a Corleone i mafiosi Marco Marino, Giovanni Marino e Pietro Maiuri e nel periodo successivo si verificarono altre uccisioni e numerosi casi di «lupara bianca».
Mentre a Corleone continuava l'offensiva contro gli ex-uomini di Navarra, Leggio divenne proprietario a Palermo di un'officina meccanica e di un garage da dove avrebbe controllato l'afflusso della sua carne macellata illegalmente e, come ammesso da lui stesso in un'udienza del maxiprocesso di Palermo, si sarebbe associato ai mafiosi Angelo La Barbera, Rosario Mancino, Bernardo Diana, Vincenzo Rimi, Gaetano Badalamenti (che era suo "compare") e Salvatore Greco, che venne sospettato di dargli rifugio nelle sue proprietà di Ciaculli attraverso alcuni fiancheggiatori ma con cui non mantenne buoni rapporti, come in seguito raccontato da Buscetta.
Il 16 ottobre 1958 il popolare quotidiano palermitano L'Ora pubblicò la seconda puntata dell'inchiesta sul fenomeno mafioso in Sicilia, scritta dal giornalista Felice Chilanti, che narrava le "gesta" di Leggio con in prima pagina la sua fotografia e il titolo "Pericoloso!": per tutta risposta, alle 4:52 del 19 ottobre la storica sede del quotidiano sita a Palermo venne devastata dall'esplosione di una carica di 5 kg di tritolo, che danneggiò parte delle rotative.
Nel luglio del 1963, durante una seduta dell'Assemblea Regionale Siciliana, il deputato regionale democristiano Dino Canzoneri affermò che Leggio era soltanto vittima delle calunnie dei comunisti perché "era un coerente e deciso avversario politico".
In risposta alla strage di Ciaculli, su disposizione del Capo della Polizia Angelo Vicari, il commissario Angelo Mangano fu inviato a Corleone con lo specifico incarico di trovare ed arrestare il latitante Leggio. La sera del 14 maggio 1964 grazie al Ten.Col. dei Carabinieri Ignazio Milillo si arrivò al suo nascondiglio: la casa di Leoluchina Sorisi, la fidanzata di Placido Rizzotto, il sindacalista che lo stesso Leggio aveva ucciso sedici anni prima su mandato di Navarra. Milillo, con la partecipazione del Mangano ed uno sparuto numero di poliziotti (dieci), irruppe nella casa con i suoi Carabinieri e dopo averlo disarmato, lo arrestò; Leggio fu trovato con un catetere e il latitante stesso confessò ai Carabinieri di essere affetto dal morbo di Pott. 
Fu incarcerato all'Ucciardone e interrogato da Cesare Terranova (del cui assassinio nel 1979 Leggio verrà accusato come mandante venendo poi però assolto) ma nel dicembre 1968 venne assolto per insufficienza di prove nel processo svoltosi a Catanzaro contro i protagonisti della prima guerra di mafia e anche in quello svoltosi a Bari nel 1969, in cui era imputato per nove omicidi e otto tentati omicidi avvenuti a Corleone a partire dal 1958. La sentenza di Bari venne giudicata scandalosa e il pubblico ministero di quel processo, Domenico Zaccaria, confessò di aver ricevuto una lettera anonima con chiare minacce di morte indirizzata anche al presidente della Corte d'assise di Bari, Vito Stea, e ai componenti della giuria popolare.

### La fuga e la latitanza
Dopo l'assoluzione al processo di Bari per insufficienza di prove dal reato di associazione a delinquere e per non aver commesso il fatto per gli omicidi e i tentati omicidi, Leggio si trasferì a Bitonto, in provincia di Bari, accompagnato dal suo luogotenente Salvatore Riina, nonostante entrambi fossero stati raggiunti da un provvedimento di custodia precauzionale emesso dal Tribunale di Palermo su richiesta del Procuratore capo Pietro Scaglione. Il 15 e 16 giugno 1969 fu ospite nella villa del suo avvocato dove rilasciò un'intervista a La Stampa nella quale si dipingeva come un perseguitato che niente aveva a che fare con la mafia. Il 18 giugno 1969 Leggio si ricoverò all'ospedale civile della Santissima Annunziata, a Taranto (mentre Totò Riina andò a Corleone). Nello stesso giorno il presidente della prima sezione penale del tribunale civile e penale di Palermo, emise l'ordinanza di custodia precauzionale nei confronti di Leggio e Riina. Il 25 giugno 1969 gli venne notificato una nuova ordinanza di rimpatrio, con l'ingiunzione a presentarsi al commissariato di pubblica sicurezza di Corleone entro tre giorni dalla data di dimissione dall'ospedale di Taranto. Il 28 settembre 1969 Leggio lasciò Taranto e si spostò a Roma, ignorando l'obbligo di tornare a Corleone, e si fece quindi ricoverare nella clinica privata "Villa Margherita" per operarsi alla prostata (infatti Leggio venne operato il 18 ottobre 1969 dal primario professor Bracci [durante il confronto con Gaspare Mutolo, Totò Riina citò questo avvenimento], al quale lo aveva indirizzato il professor Ippolito dell'ospedale civile di Taranto); il 19 novembre, dopo l'intervento chirurgico, riuscì a fuggire dalla clinica e si rese irreperibile, aiutato dal mafioso Giuseppe Corso, cognato del boss Frank Coppola. La fuga di Leggio causò dure polemiche nei confronti del Procuratore Scaglione e del Presidente del Tribunale di Palermo Nicola La Ferlita poiché l'ordinanza di custodia precauzionale emessa nei suoi confronti era rimasta inspiegabilmente inapplicata per alcuni mesi, consentendogli così di spostarsi liberamente. Entrambi i magistrati furono convocati dalla Commissione parlamentare antimafia, anche se il CSM e l'autorità giudiziaria di Firenze, sin dal 1971, esclusero qualsiasi responsabilità di Scaglione nella fuga poiché il Procuratore capo aveva assunto sempre «numerose e rigorose iniziative giudiziarie» a carico di Leggio e di altri boss.
Nel periodo successivo, Leggio tornò a Palermo e partecipò all'organizzazione della cosiddetta «strage di viale Lazio» per punire il boss Michele Cavataio: infatti Leggio incaricò i suoi luogotenenti Salvatore Riina, Bernardo Provenzano e Calogero Bagarella di far parte del commando di killer che uccise Cavataio.
Nel 1970 Leggio si recò a Zurigo, Milano e Catania per partecipare ad alcuni incontri insieme agli altri boss per discutere sulla ricostruzione della Commissione e sull'implicazione dei mafiosi siciliani nel golpe Borghese; durante gli incontri, Leggio costituì un "triumvirato" provvisorio insieme ai boss Stefano Bontate e Gaetano Badalamenti per ricostruire la Commissione, benché Leggio si facesse spesso rappresentare dal suo vice Salvatore Riina perché si era trasferito a Milano.
Oltre alla clamorosa fuga dalla clinica romana "Villa Margherita" nel 1969 il nome di Leggio emerse in diversi dibattiti della Commissione parlamentare antimafia, che stilò un suo profilo biografico insieme a quello di altri 11 boss mafiosi, in quanto ritenuto rappresentante di spicco della «nuova mafia» di tipo gangsteristico che avrebbe soppiantato la vecchia organizzazione agricola e feudale: fu messo in relazione con la misteriosa sparizione del giornalista Mauro De Mauro e, appunto, con l'omicidio del procuratore Scaglione; anni dopo, Tommaso Buscetta affermerà che il delitto Scaglione venne ispirato ed eseguito dallo stesso Leggio insieme al suo vice Riina nel territorio di Porta Nuova, dove operava la cosca del boss Giuseppe Calò, che già da allora era fiancheggiatore di Leggio e dei suoi uomini. La latitanza di Leggio fu anche al centro dello scandalo della «ballata delle bobine» portato alla luce dalla Commissione antimafia nel 1975, quando fu accertato che le bobine contenenti le intercettazioni telefoniche disposte dal vice-questore Angelo Mangano sulle utenze di presunti fiancheggiatori romani del boss corleonese fossero state manomesse e mal custodite nei passaggi tra un ufficio ed un altro della Procura della Repubblica di Roma.
Nei primi anni '70 le indagini del Ten. Col. dei carabinieri Giuseppe Russo dimostrarono che Leggio era la mente dietro i sequestri a scopo di estorsione di Antonino Caruso, figlio dell'industriale Giacomo, ed anche quelli dei figli degli imprenditori Francesco Vassallo e Arturo Cassina avvenuti a Palermo; nel frattempo, Leggio si trasferì a Milano, dove organizzò anche i sequestri dell'industriale Pietro Torielli a Vigevano e quello di Luigi Rossi di Montelera a Torino, venendo anche coinvolto nel clamoroso rapimento di Paul Getty III, grazie ai suoi legami con Mico Tripodo, boss della 'ndrangheta. Inoltre Leggio aveva stretti rapporti con i fratelli Nuvoletta, camorristi napoletani affiliati a Cosa Nostra, i quali gestivano per suo conto una grande tenuta agricola in Campania ed avviarono con lui un contrabbando di sigarette estere. Come riportato dai collaboratori di giustizia Antonino Calderone e Francesco Di Carlo, insieme ai camorristi napoletani Michele Zaza, Ciro Mazzarella e Lorenzo Nuvoletta, Leggio avrebbe attentato alla vita del questore Angelo Mangano, rimasto ferito in un agguato sotto casa a Roma il 5 aprile 1973 perché era nuovamente sulle tracce di Leggio.

### L'arresto nel 1974
L'indagine sui sequestri Torielli e Rossi di Montelera, che portò alla cattura di Leggio, venne condotta dai giudici istruttori milanesi Giuliano Turone e Giovanni Caizzi: il 14 marzo 1974 gli agenti della Guardia di Finanza, mentre eseguivano indagini patrimoniali su alcune proprietà appartenenti a pregiudicati siciliani sospettati del sequestro di Pietro Torielli, riuscirono a rintracciare il nascondiglio dove Luigi Rossi di Montelera era tenuto prigioniero dai suoi sequestratori, una botola sotto un cascinale di Treviglio, in provincia di Bergamo, in cui furono ritrovate quattro bottiglie di Dom Perignon; si scoprì che tali bottiglie provenivano dall'enoteca gestita dal mafioso palermitano Giuseppe Pullarà (zio dei fratelli Ignazio e Giovanbattista Pullarà, fedelissimi di Leggio) e, intercettando le utenze telefoniche del negozio, si sentiva parlare un certo "zu' Antonio", cui gli altri indagati si rivolgevano in modo molto ossequioso. Per questi motivi, la sera del 16 maggio gli uomini della Guardia di Finanza guidati dal colonnello Giovanni Vissicchio andarono a bussare in un appartamento di via Ripamonti a Milano dove abitava il fantomatico "zu' Antonio" per effettuare una perquisizione e trovarono a sorpresa Leggio mentre era insieme a una sua compagna, Lucia Parenzan, e al figlio nato dalla loro relazione. Leggio, che viveva sotto il falso nome di Antonio Farruggia, non oppose resistenza ed affermò che la sua compagna non conosceva la sua vera identità. Il testimone del clan dei Corleonesi passò così nella mani dei fedelissimi Salvatore Riina e Bernardo Provenzano.

### I processi, il carcere e la morte

Luciano Leggio intervistato da Enzo Biagi nel 1989

Nel 1975 Leggio venne processato dal giudice Cesare Terranova e condannato all'ergastolo per l'assassinio di Michele Navarra. Secondo le confidenze di Giuseppe Di Cristina raccolte dai Carabinieri, Leggio continuava a comandare anche dalla prigione ed infatti avrebbe commissionato gli omicidi del tenente colonnello Giuseppe Russo e del giudice Terranova ai suoi luogotenenti Riina e Provenzano, che stavano anche organizzando un piano per farlo evadere dal carcere di Fossombrone. Tuttavia Gaspare Mutolo e Gaetano Grado racconteranno che fu lo stesso Riina a far saltare l'evasione dall'Ucciardone tra il 1979 e il 1980 facendo arrivare la notizia ai Carabinieri così da far trasferire Leggio. Il boss venne processato dalla Corte d'assise di Reggio Calabria per l'omicidio Terranova nel 1983 ma venne assolto per insufficienza di prove. Durante le pause dei processi, Leggio amava farsi intervistare e fotografare con gli occhiali da sole Ray-Ban e un sigaro in bocca, come notò in un articolo il giornalista Mario Francese, poi ucciso dai Corleonesi nel 1979.
Nel 1986 Leggio fu tra gli imputati del maxiprocesso di Palermo a seguito delle accuse di Tommaso Buscetta e Salvatore Contorno. Durante un'udienza, Leggio chiese la parola, affermando che le accuse nei suoi confronti provenivano dal fatto che si sarebbe opposto duramente alla partecipazione al Golpe Borghese del 1970, appoggiato invece dallo stesso Buscetta che poi avrebbe taciuto il fatto ai giudici; il Presidente della Corte, Alfonso Giordano, lo informò invece che tali circostanze erano già nei verbali di interrogatorio resi da Buscetta, Leggio accusò poi Buscetta di aver abusato di una donna. Il 16 dicembre 1987, alla lettura della sentenza, Leggio fu assolto per insufficienza di prove.
Dietro alle sbarre Leggio scoprì il piacere della lettura e una smodata passione per la pittura che si trasformò in qualcosa di professionale quando all’inizio del 1987 riuscì a convincere una galleria palermitana a ospitare la sua prima mostra. Nell'agosto del 1991 la direzione del carcere di Badu 'e Carros di Nuoro gli negherà la possibilità di consegnare ai famigliari alcuni suoi quadri: il magistrato di sorveglianza accolse il suo ricorso ma la Cassazione bocciò l'ordinanza ritenendo che attraverso i quadri Leggio potesse veicolare dei messaggi all'esterno. Anni dopo il pentito Gaspare Mutolo racconterà di essere stato lui l'autore dei dipinti quando erano compagni di cella.
Nell'ottobre del 1989 i difensori di Leggio presentarono al Tribunale di Sorveglianza di Cagliari un'istanza per la concessione della semilibertà poiché all'epoca aveva già scontato oltre vent'anni di reclusione e aveva mantenuto sempre buona condotta; l'istanza di semilibertà venne però rigettata dai giudici. A supporto della sua tesi, Leggio fece allegare un'offerta di lavoro da decoratore ricevuta da un'impresa di arredamenti che però, secondo alcuni accertamenti disposti dall'Alto commissario per la lotta alla mafia Domenico Sica, non avrebbe potuto assumerlo perché versava in gravi condizioni economiche. Nel marzo dello stesso anno aveva causato polemiche l'intervista di Leggio concessa al giornalista Enzo Biagi e trasmessa da Rai 1, in cui il boss si professava innocente e vittima di persecuzioni giudiziarie, ironizzando tra l'altro sul giudice Terranova (che a lungo aveva indagato su di lui) definito "psicopatico". Nella stessa intervista Leggio affermò di sapere chi aveva fatto uccidere Michele Navarra ma di non volerlo dire e inoltre dichiarò di essere stato amico di Placido Rizzotto. Nell'autunno del 1991 chiese un permesso premio, ma il giudice di sorveglianza del tribunale di Nuoro rigettò la richiesta. Nella primavera del 1992 presentò invano al Tribunale di sorveglianza di Sassari una istanza per ottenere la libertà condizionata.
Morì di infarto, nel carcere di Badu 'e Carros a Nuoro, il 15 novembre 1993. Venne sepolto a Corleone dopo una cerimonia svolta senza coinvolgimento pubblico per divieto della questura.

## Altri media
- Corleone, film del 1978 di Pasquale Squitieri. Il personaggio di Vito Gargano, interpretato da Giuliano Gemma, è ispirato alla figura di Leggio.
- Giovanni Falcone, film del 1993 di Giuseppe Ferrara. Leggio compare brevemente nella scena del maxiprocesso ed è interpretato dall'attore Gaetano Amato.
- Placido Rizzotto, film del 2000 di Pasquale Scimeca. Luciano Leggio è interpretato da Vincenzo Albanese.
- L'ultimo dei corleonesi, fiction di Rai 1. Luciano Leggio è interpretato da Stefano Dionisi.
- Il capo dei capi, fiction di Canale 5 su Totò Riina. Leggio è interpretato dall'attore Claudio Castrogiovanni.
- Il traditore, film del 2019 di Marco Bellocchio su Tommaso Buscetta. Leggio è interpretato da Vincenzo Pirrotta.
- Nella miniserie televisiva L'Ora - Inchiostro contro piombo andata in onda su Canale 5 nel 2022, Luciano Leggio è impersonato dall'attore Lino Musella[77][78].